# Woodbank
Woodbank ist eine Villa in der schottischen Stadt Glasgow. 1970 wurde das Bauwerk in die schottischen Denkmallisten in der höchsten Denkmalkategorie A aufgenommen.

## Beschreibung
Die Villa wurde um 1841 erbaut. Vermutlich stammt der Entwurf von dem schottischen Architekten John Baird. Alex Wood führte die Arbeiten aus.
Woodbank steht an der Partickhill Road im nordwestlichen Glasgower Stadtteil Partick. Die zweistöckige Villa ist klassizistisch ausgestaltet. An der südexponierten Frontfassade tritt ein markanter Portikus mit ionischen Säulen heraus. An dieser Fassade besteht das Mauerwerk aus polierten Steinquadern, während an den restlichen Fassaden grob behauener Bruchstein verarbeitet wurde. Gesimse bekrönen die flankierenden Fenster. Rechts befindet sich eine weitere Eingangstüre an einem flachen Anbau. Dieser ist schlichter mit flankierenden Pilastern ausgestaltet. Links schließt sich das Eingangstor zum Garten und dem Außengebäude an. Eine Skulptur eines liegenden Löwen sitzt auf.